# Presidenti del Consiglio dei ministri del Regno delle Due Sicilie
I presidenti del Consiglio dei ministri del Regno delle Due Sicilie, che si susseguirono dal 1816 fino al 1861, sono stati 16 e hanno presieduto complessivamente 20 governi; un 21º governo, la giunta provvisoria, non era guidato da alcun Presidente. 
Ufficialmente il primo presidente fu Luigi de' Medici, in carica quando nel dicembre 1816 il Regno di Napoli e il Regno di Sicilia furono formalmente unificati nel Regno delle Due Sicilie.

## Elenco
Partito o collocazione
     Partito Moderato
     Murattiano
     Militare
| N°  | Presidente del Consiglio | Presidente del Consiglio | Presidente del Consiglio                                      | Mandato                          | Mandato            | Partito                                | Governo                 | Ministri | Re delle Due Sicilie    |
| N°  | Presidente del Consiglio | Presidente del Consiglio | Presidente del Consiglio                                      | Inizio                           | Fine               | Partito                                | Governo                 | Ministri | Re delle Due Sicilie    |
| --- | ------------------------ | ------------------------ | ------------------------------------------------------------- | -------------------------------- | ------------------ | -------------------------------------- | ----------------------- | -------- | ----------------------- |
| 1   |                          |                          | Donato Tommasi (1761-1831)                                    | gennaio 1815                     | 4 giugno 1815      | -                                      | Tommasi I               | ?        | Ferdinando I 1759-1825  |
| 2   |                          |                          | Tommaso di Somma (1737-1826)                                  | 4 giugno 1815                    | 27 giugno 1816     | -                                      | Di Somma I              | ?        | Ferdinando I 1759-1825  |
| 3   |                          |                          | Luigi de' Medici (1759-1830)                                  | 27 giugno 1816                   | 9 luglio 1820      | -                                      | De' Medici I            | ?        | Ferdinando I 1759-1825  |
| -   | Carica vacante           | Carica vacante           | Carica vacante                                                | 13 luglio 1820                   | marzo 1821         | -                                      | Giunta provvisoria      | ?        | Ferdinando I 1759-1825  |
| (2) |                          |                          | Tommaso di Somma (1737-1826)                                  | marzo 1821                       | giugno 1822        | -                                      | Di Somma II             | ?        | Ferdinando I 1759-1825  |
| (3) |                          |                          | Luigi de' Medici (1759-1830)                                  | giugno 1822                      | 25 gennaio 1830 †  | -                                      | De' Medici II           | ?        | Ferdinando I 1759-1825  |
| (1) |                          |                          | Donato Tommasi (1761-1831)                                    | 25 gennaio 1830                  | 11 marzo 1831      | -                                      | Tommasi II              | ?        | Francesco I 1825-1830   |
| 4   |                          |                          | Carlo Avarna (1757-1836)                                      | 19 marzo 1831                    | 18 maggio 1836 †   | -                                      | Avarna                  | ?        | Ferdinando II 1830-1859 |
| 5   |                          |                          | Girolamo Ruffo (1771–1839)                                    | 18 maggio 1836                   | 29 novembre 1839 † | -                                      | Ruffo                   | ?        | Ferdinando II 1830-1859 |
| 6   |                          |                          | Giuseppe Ceva Grimaldi Pisanelli di Pietracatella (1777-1862) | 14 gennaio 1840                  | 27 gennaio 1848    | -                                      | Ceva Grimaldi Pisanelli | ?        | Ferdinando II 1830-1859 |
| 7   |                          |                          | Nicola Maresca Donnorso di Serracapriola (1790-1870)          | 27 gennaio 1848                  | 3 aprile 1848      | -                                      | Maresca Donnorso        | ?        | Ferdinando II 1830-1859 |
| 8   |                          |                          | Carlo Troya (1784-1858)                                       | 3 aprile 1848                    | 15 maggio 1848     | Moderato                               | Carlo Troya             | ?        | Ferdinando II 1830-1859 |
| 9   |                          |                          | Gennaro Spinelli (1780-1851)                                  | 15 maggio 1848                   | 7 agosto 1849      | Murattiano (corrente dei conservatori) | Spinelli di Cariati     | ?        | Ferdinando II 1830-1859 |
| 10  |                          |                          | Giustino Fortunato (1777-1862)                                | 8 agosto 1849                    | 18 gennaio 1852    | Murattiano (corrente dei conservatori) | Fortunato               | ?        | Ferdinando II 1830-1859 |
| 11  |                          |                          | Ferdinando Troya (1786-1861)                                  | 18 gennaio 1852                  | 7 giugno 1859      | -                                      | Ferdinando Troya        | ?        | Ferdinando II 1830-1859 |
| 12  |                          |                          | Carlo Filangieri (1784-1867)                                  | 7 giugno 1859                    | 16 marzo 1860      | Murattiano                             | Filangieri              | ?        | Francesco II 1859-1861  |
| 13  |                          |                          | Antonio Statella di Cassaro (1785-1864)                       | 16 marzo 1860                    | 25 giugno 1860     | -                                      | Statella                | ?        | Francesco II 1859-1861  |
| 14  |                          |                          | Antonio Spinelli (1795-1884)                                  | 25 giugno 1860                   | 7 settembre 1860   | -                                      | Spinelli di Scalea      | ?        | Francesco II 1859-1861  |
| 15  |                          |                          | Francesco Angelo Casella (1819-1894)                          | 7 settembre 1860                 | novembre 1860      | Militare                               | Casella                 | ?        | Francesco II 1859-1861  |
| 16  |                          |                          | Pietro Calà Ulloa (1801-1879)                                 | novembre 1860                    | 13 febbraio 1861   | -                                      | Calà Ulloa I            | ?        | Francesco II 1859-1861  |
| 16  | 13 febbraio 1861         | 20 settembre 1870        | Pietro Calà Ulloa (1801-1879)                                 | Calà Ulloa II (in esilio a Roma) | ?                  | -                                      |                         |          | Francesco II 1859-1861  |